# Constantino I de Constantinopla

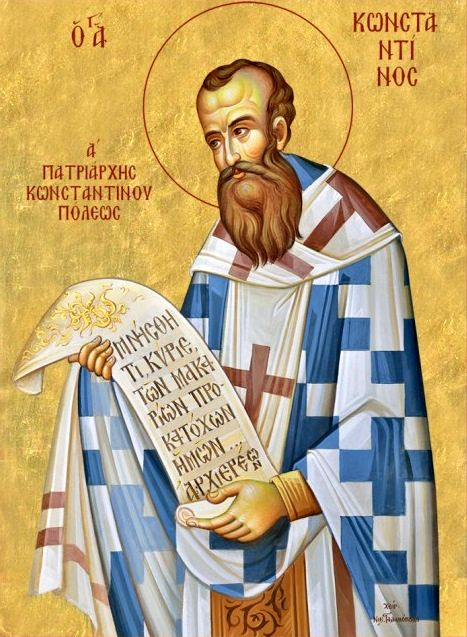
Ilustración de Constantino I.

Constantino I de Constantinopla fue el patriarca de Constantinopla de 675 a 677 d. C.